# One More Light
One More Light és el setè àlbum d'estudi de la banda de rock estatunidenca Linkin Park. Va ser llançat el 19 de maig de 2017 a través de Warner Bros. Records i Machine Shop. És l'últim àlbum de Linkin Park que compta amb el vocalista Chester Bennington abans de la seva mort el 20 de juliol de 2017.
La banda va gravar l'àlbum entre setembre de 2015 i febrer de 2017 en diversos estudis. Els membres de la banda Brad Delson i Mike Shinoda van ser els principals productors de l'àlbum. El so de One More Light s'ha descrit com més centrat en el pop, allunyant-se del rock alternatiu i els sons de metal alternatiu dels seus àlbums anteriors. L'àlbum inclou aparicions vocals convidades de Pusha T, Stormzy i Kiiara.

## Llistat de cançons
L'àlbum té 10 cançons amb una durada total de 35 minuts i 19 segons.
1. Nobody Can Save Me - 3:45
2. Good Goodbye (amb Pusha T i Stormzy) - 3:31
3. Talking to Myself - 3:51
4. Battle Symphony - 3:36
5. Invisible - 3:34
6. Heavy (amb Kiiara) - 2:49
7. Sorry for Now - 3:23
8. Halfway Right - 3:37
9. One More Light - 4:15
10. Sharp Edges - 2:56